# Briquetage de la Seille

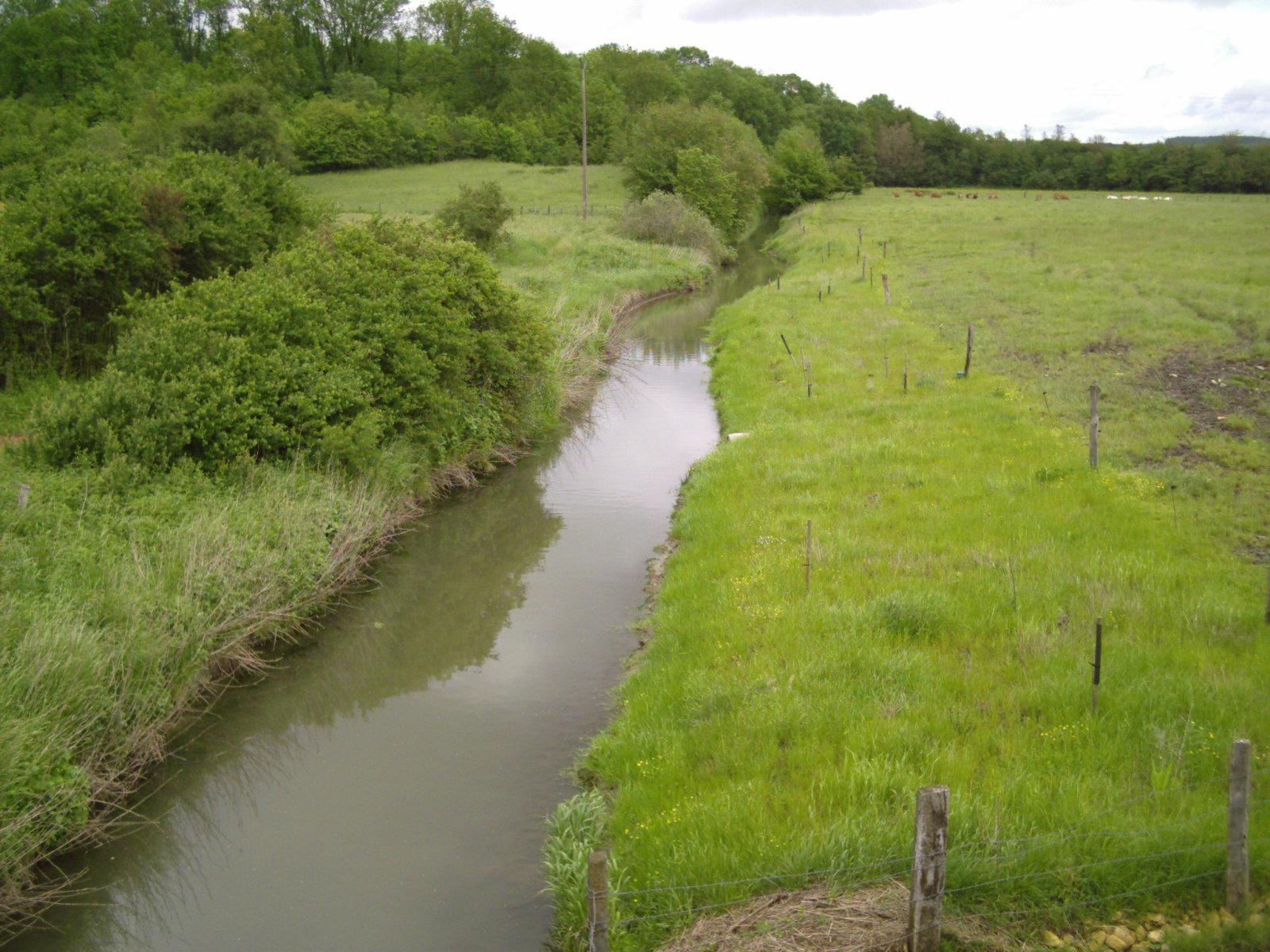
La Vieille-Seille à Marsal

Le  briquetage de la Seille est un vaste site archéologique de l'âge du Fer, constitué d'immenses accumulations de terre cuite, correspondant aux restes d'une exploitation "proto-industrielle" des sources salées naturelles de  la vallée de la Seille, au sud du département de la Moselle.

## Présentation du site

### Qu'appelle-t-on briquetage?
Ces vestiges de terre cuite correspondent aux déchets de production de salines celtiques et gauloises exploitant les sources salées de vallée, qui sont alimentées par la dissolution d'une couche de sel gemme du trias supérieur (Keuper) située localement à moins d'une centaine de mètres de profondeur.
Le terme briquetage a été introduit au XVIIIe siècle par l'ingénieur royal Artézé de la Sauvagère, chargé en 1699 des travaux de fortification de la place de Marsal, sous les ordres de Vauban. C'est à l'occasion de ces terrassements que d'épaisses couches de restes de terre cuite ont été découvertes, auxquels les habitants donnaient le nom de "briquetis" ou "briquetage". Devenu un terme international de l'archéologie du sel, le briquetage désigne des restes de récipients et d'appareillages de fourneaux à sel en terre cuite.
La saumure était d'abord mise à filtrer et à concentrer dans des bassins. Lorsqu'elle était parvenue à saturation, celle-ci était mise à chauffer dans des fourneaux équipés de bassines en terre cuite. Le sel cristallisé pouvait être conditionné ensuite dans des moules à sel, également en terre cuite. Les moules étaient brisés sur place pour en retirer les pains de sel, destinés à l'exportation.
Dans la vallée de la Seille, l'essor de cette technique ignigène d'extraction du sel date de la période du premier âge du Fer, dans le courant du VIe s. av. J.-C. Dans une seconde phase, datée du second âge du Fer (IIe-Ier s. av. J.-C.), les volumes de déchets de production suggèrent le passage à une exploitation de type "proto-industrielle", avant que cette technique ne soit abandonnée au début de l'époque romaine, au profit de celle dite des "poêles à sel".

### La chronologie du briquetage de la Seille

#### Avant le briquetage de la Seille
L'exploitation des sources salées naturelles de la vallée de la Seille débute vraisemblablement au Néolithique final, durant lequel apparaît une concentration de sites d'habitats situés aux alentours immédiats. La découverte de vestiges de l'âge du Bronze suggère également l'existence d'une activité d'extraction du sel, dont les traces archéologiques ne sont pas identifiées.

#### La phase ancienne du briquetage de la Seille
L'apparition du briquetage semble simultanée sur tous les sites de la vallée, où elle se produit dans le courant de la deuxième moitié du VIe s. av. J.-C. Les zones d'ateliers, qui atteignent des surfaces de 1 à 5 hectares, sont alors dispersées sur l'ensemble de la vallée, de Salonnes à Marsal. Elles sont abandonnées entre la fin du VIe s. et le début du Ve s. av. J.-C.

#### La phase récente du briquetage de la Seille
Dans une seconde phase, datée des IIe-Ier s. av. J.-C., les ateliers se concentrent à l'emplacement de trois centres de production majeurs, sur lesquels se développeront les agglomérations de Vic-sur-Seille, Moyenvic et Marsal au cours de l'époque romaine. La production du sel atteint alors un véritable stade "proto-industriel" et parait se poursuivre jusque dans les premières décennies du Ier s. de notre ère.

#### Après le briquetage de la Seille
La technique de cuisson de la saumure dans des fourneaux en terre cuite est abandonnée au cours de l'époque romaine, où elle est remplacée par celle des poêles à sel, dont l'usage a perduré jusqu'à la révolution industrielle du XIXe siècle. Les bassines à saumure en terre cuite sont alors abandonnées au profit de plaques de chauffe de la saumure en plomb, puis en fer.

#### La topographie des zones d'ateliers
Les accumulations de déchets de cette industrie d'extraction du sel s'étendent sur une longueur de près de 11 kilomètres. Ils sont répartis en sept pôles d'ateliers principaux :  
1. l'écart de Burthecourt, sur le territoire de la commune de Salonnes. Les accumulations de briquetage y atteignent une épaisseur de 7,55 m et couvrent une surface totale d'environ 5 hectares. La masse des rejets de production est principalement constituée d'éléments techniques de la phase ancienne du Briquetage de la Seille.
2. le village de Salonnes. Les constructions du village sont établies sur deux accumulations de briquetage d'une épaisseur d'environ 5 m. La masse des rejets de production est constituée d'éléments techniques de la phase ancienne du Briquetage de la Seille. Leur extension n'est pas connue pour le moment avec précision.
3. le bourg de Vic-sur-Seille. L'extension et l'épaisseur des accumulations de briquetage, qui sont recouvertes par d'importantes stratigraphies urbaines, ne sont pas connues avec précision. La masse des rejets est constituée d'éléments techniques de la phase récente du Briquetage de la Seille.
4. l'éminence du "Châtry" entre Vic-sur-Seille et Moyenvic.Les accumulations de briquetage y atteignent un diamètre d'environ 400 m, pour une épaisseur de 4,50 m. La masse des rejets est constituée d'éléments techniques de la phase ancienne du Briquetage de la Seille. Un secteur d'atelier de la même période a été détecté à l'occasion des recherches récentes, s'étendant sur une surface de plus de 7 hectares.
5. le bourg de Moyenvic. Les accumulations de briquetage y atteignent une épaisseur d'environ 11 m. La masse des rejets est constituée d'éléments techniques de la phase récente du Briquetage de la Seille. Un vaste secteur d'ateliers de la phase ancienne a été détecté à l'est et au sud-est du bourg à l'occasion des recherches récentes sur une surface d'environ 25 hectares.
6. la plaine alluviale de Marsal. Une série de zones d'ateliers s'étendent sur des surfaces de 1 à 8 hectares, sur une longueur d'environ 1,5 km. L'épaisseur des accumulations atteint 2 à 4 m. La masse des rejets est principalement constituée d'éléments techniques de la phase ancienne du Briquetage de la Seille.
7. le bourg de Marsal. Les accumulations de briquetage y atteignent une épaisseur d'environ 7,50 m. La masse des rejets est constituée d'éléments techniques des phases ancienne et récente du Briquetage de la Seille.

#### Un patrimoine exceptionnel en partie protégé
Le briquetage de la Seille est l'un des plus importants sites de production du sel de l'Europe ancienne. Seul le briquetage de Marsal est classé au titre des monuments historiques par décision publiée dans le Journal officiel du 16 février 1930.

## Trois siècles de recherches

### Les premières recherches du XVIIIe siècle
Les premiers travaux de reconnaissance du briquetage de la Seille sont réalisés dans les premières années du XVIIIe siècle par l'ingénieur royal Félix Le Royer de La Sauvagère, chargé des travaux de construction des fortifications de Marsal, sous la direction de Vauban. La présence d'accumulations de briquetage est attestée sous les fondations des villes de Marsal et de Moyenvic, ainsi qu'à l'écart de Burthecourt.

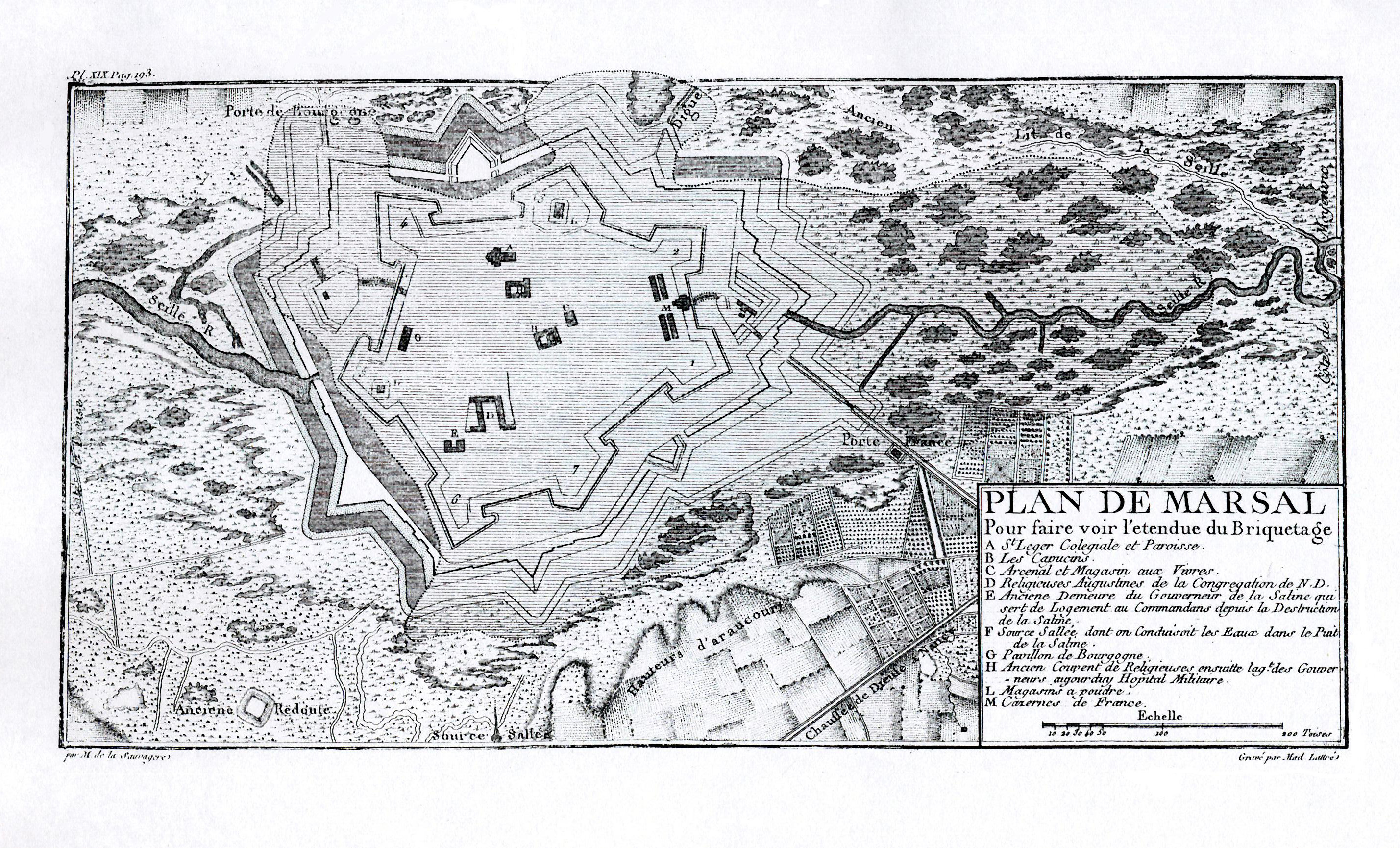
Plan du Briquetage de Marsal d'après la Sauvagère (1740)

Ces vestiges considérables, dont la finalité n'est pas comprise, sont alors attribués aux Romains. On imagine qu'ils ont servi de remblais pour édifier des agglomérations fortifiées dans la vallée de la Seille.

### Les premières fouilles allemandes
À l'occasion du Congrès international de la Société d'anthropologie de Berlin de 1901, des fouilles de grande ampleur sont effectuées sur le site de Burthecourt par l'archéologue allemand Johann Baptist Keune, conservateur du musée de Metz. Une accumulation de plus de 7 m de briquetage y est mise en évidence.
Les fouilles permettent d'obtenir une première datation de l'atelier de Burthecourt au premier âge du Fer. Les restes de briquetage sont attribués à une industrie d'extraction du sel utilisant la chaleur pour chauffer la saumure des sources salées locales.
C'est à cette occasion que le terme "briquetage" est adopté par la communauté scientifique internationale pour désigner les accumulations de déchets de terre cuite ayant servi à extraire le sel de la saumure par une méthode ignigène; c'est-à-dire faisant appel à la chaleur produite artificiellement dans des fourneaux.

### Les recherches des années 1960 et 1970
Une série de campagnes de sondages est effectuée entre 1969 et 1976 sur les différents sites de briquetage identifiés dans la vallée de la Seille, par Jean-Paul Bertaux, ingénieur de recherches au Service régional d'Archéologie de Lorraine.

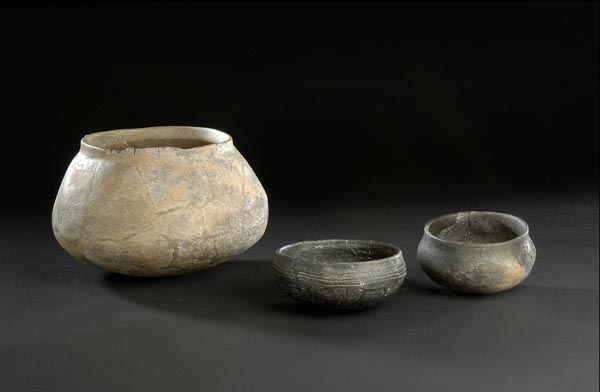
Vases en céramique de Marsal "Pransieu" (Moselle)

Ces recherches permettent d'esquisser une première typologie des différents types de récipients en terre cuite utilisés à la fois pour chauffer la saumure et mouler des pains de sel. Les premiers fourneaux sont identifiés en 1976 dans la zone d'ateliers du "Pransieu" à Marsal.

## Le programme de recherches pluridisciplinaires des années 2000 et 2010
Un programme de recherches pluridisciplinaires, mené de 2001 à 2017, a renouvelé nos connaissances sur cette exploitation du sel aux époques celtique et gauloise. Conduites par le musée d'Archéologie nationale de Saint-Germain-en-Laye sous la direction de l'archéologue Laurent Olivier, ces recherches ont mobilisé une vingtaine de laboratoires et d'universités en France et à l'étranger.

### Les reconnaissances géophysiques préliminaires

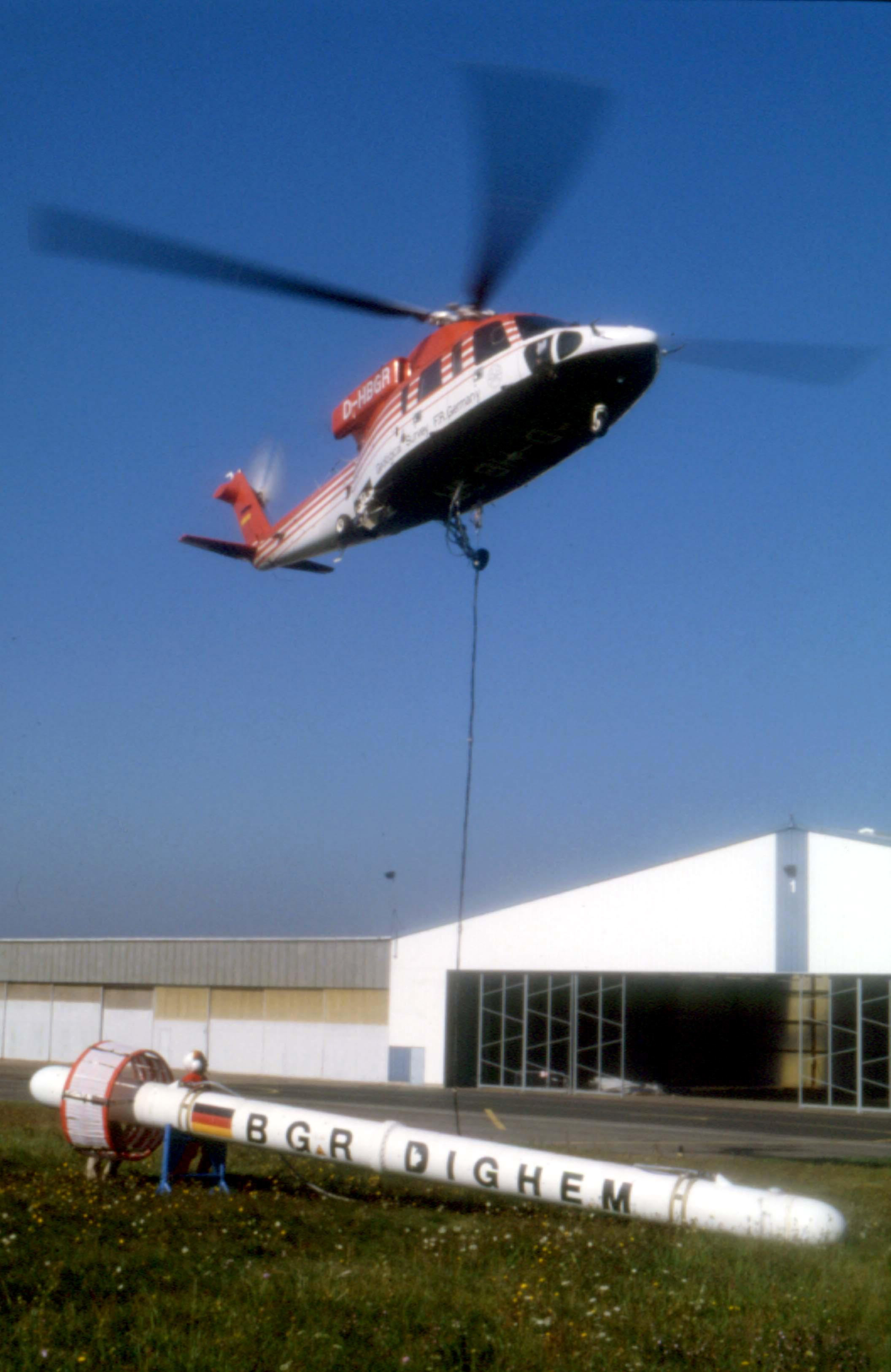
Prospection géophysique héliportée de la vallée de la Seille (Moselle)

Une première campagne de prospection géophysique aéroportée a été entreprise en 2001 en collaboration avec le Bureau de recherches géologiques et minières (BRGM). Effectuées par le Bundesanstalt für Geowissenschaften und Rohstoffe (BGR) de Hanovre (Allemagne), ces prospections héliportées ont été menées sur une surface d'environ 70 km², afin de déterminer l'extension des résurgences d'eau salée et des accumulations de terre cuite dans la vallée.

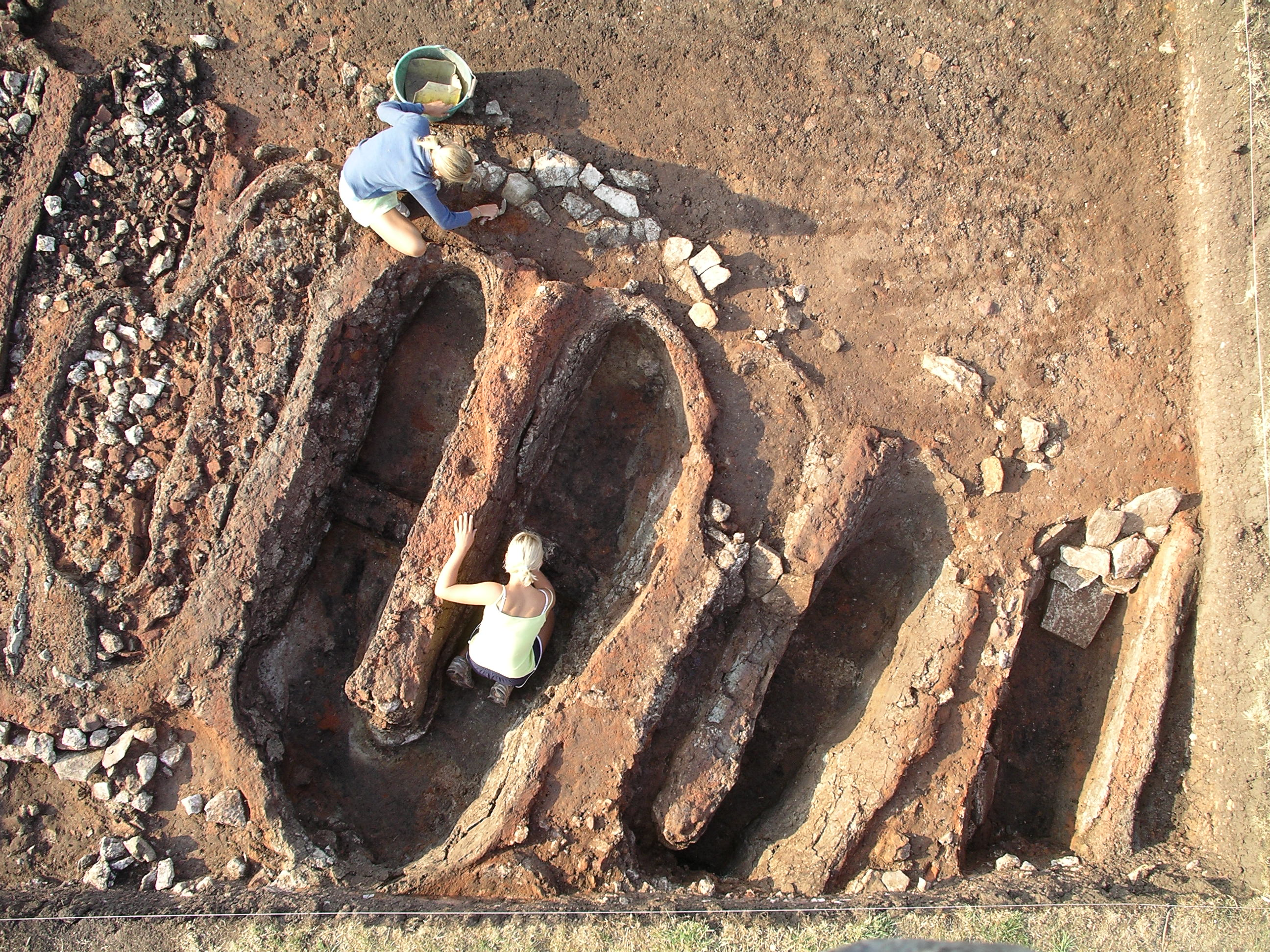
Fourneaux à saumure de Marsal "Pransieu" (Moselle)

Des prospections géomagnétiques au sol ont ensuite été conduites sur chacun des secteurs détectés, afin d'obtenir une cartographie détaillée de la structure interne des zones d'ateliers, dont certaines s'étendent sur des surfaces de plusieurs dizaines d'hectares. Confiées au groupe Posselt und Zickgraf Prospektionen (PZP) de Marburg (Allemagne), ces recherches ont couvert une surface totale de plus d'une centaine d'hectares jusqu'en 2017.

### Les travaux de reconnaissance bio-stratigraphiques
Parallèlement à ces reconnaissances géophysiques extensives, un programme de carottages géo-archéologiques a été mené à l'échelle de la vallée supérieure de la Seille, afin de déterminer les grandes séquences de transformation du cadre paléo-environnemental dans lequel se sont développés les sites d'exploitation du sel de l'âge du Fer. Confiés au groupe ArchaeoScape de l'université de Londres (Grande-Bretagne), ces travaux ont permis de reconstituer l'histoire environnementale de la vallée, depuis le début de la période de l'Holocène (vers 10000 ans avant notre ère) jusqu'à l'époque contemporaine.

### La fouille de l'atelier de sauniers celtique de La Digue à Marsal

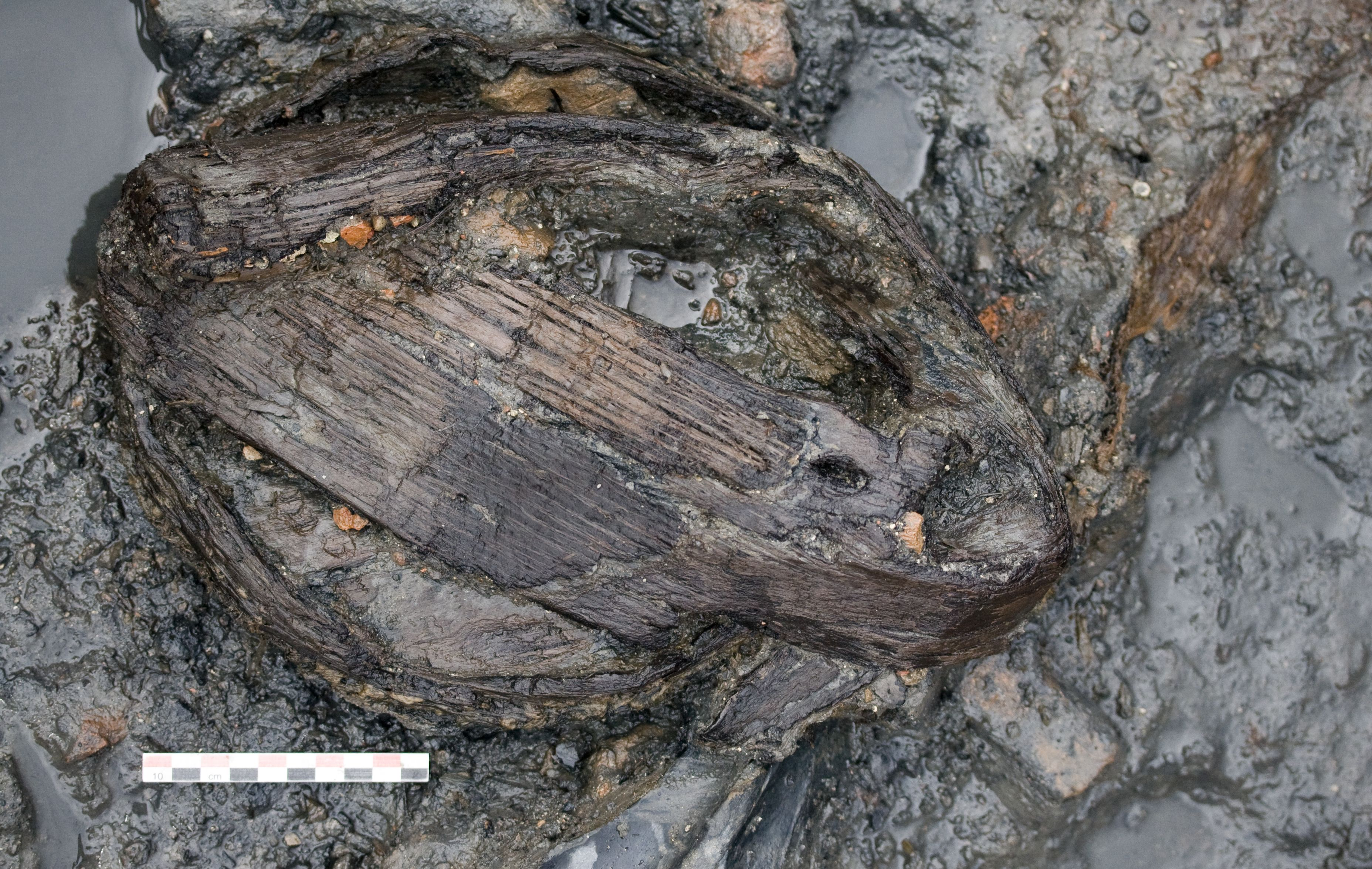
Baquet à saumure de Marsal "La Digue" (Moselle)

À partir de 2007, les recherches de terrain se sont attachées à la restitution de la chaîne opératoire de production du sel par la technique du briquetage, grâce à la fouille d'un atelier du VIe s. av. J.-C. identifié à Marsal "La Digue". On a pu montrer que l'extraction du sel était précédée de plusieurs étapes de concentration-décantation de la saumure, sans doute puisée dans des puits salés qui n'ont pu être découverts. La saumure était alors vraisemblablement enrichie par le lavage de terres salées, puis portée à saturation dans une série de bassins à fond plat, revêtus d'une couche d'argile imperméable. D'autres bassins étanches, de plus petites dimensions, servaient probablement de réservoir à saumure saturée, destinée à alimenter les fourneaux.

### La fouille de l'atelier de sauniers celtiques du Pransieu à Marsal
À partir de 2014, les recherches se sont portées sur la reconnaissance extensive d'un petit atelier du VIe s. av. J.-C., repéré grâce aux prospections géophysiques de la zone d'ateliers du "Pransieu" à Marsal. Il s'agissait de déterminer la gamme des différentes structures artisanales associée à la chaîne de production du sel et leur distribution à l'intérieur d'une unité de production cohérente. On a pu mettre en évidence l'existence d'une production "en batterie", permettant le chauffage simultané de la saumure dans plusieurs fourneaux sans doute alimentés en continu. Des "réservoirs à saumure" permettaient d'approvisionner les installations, à partir de l'eau salée qui avait été préalablement traitée en périphérie de l'atelier.

### Les cimetières attenant aux ateliers

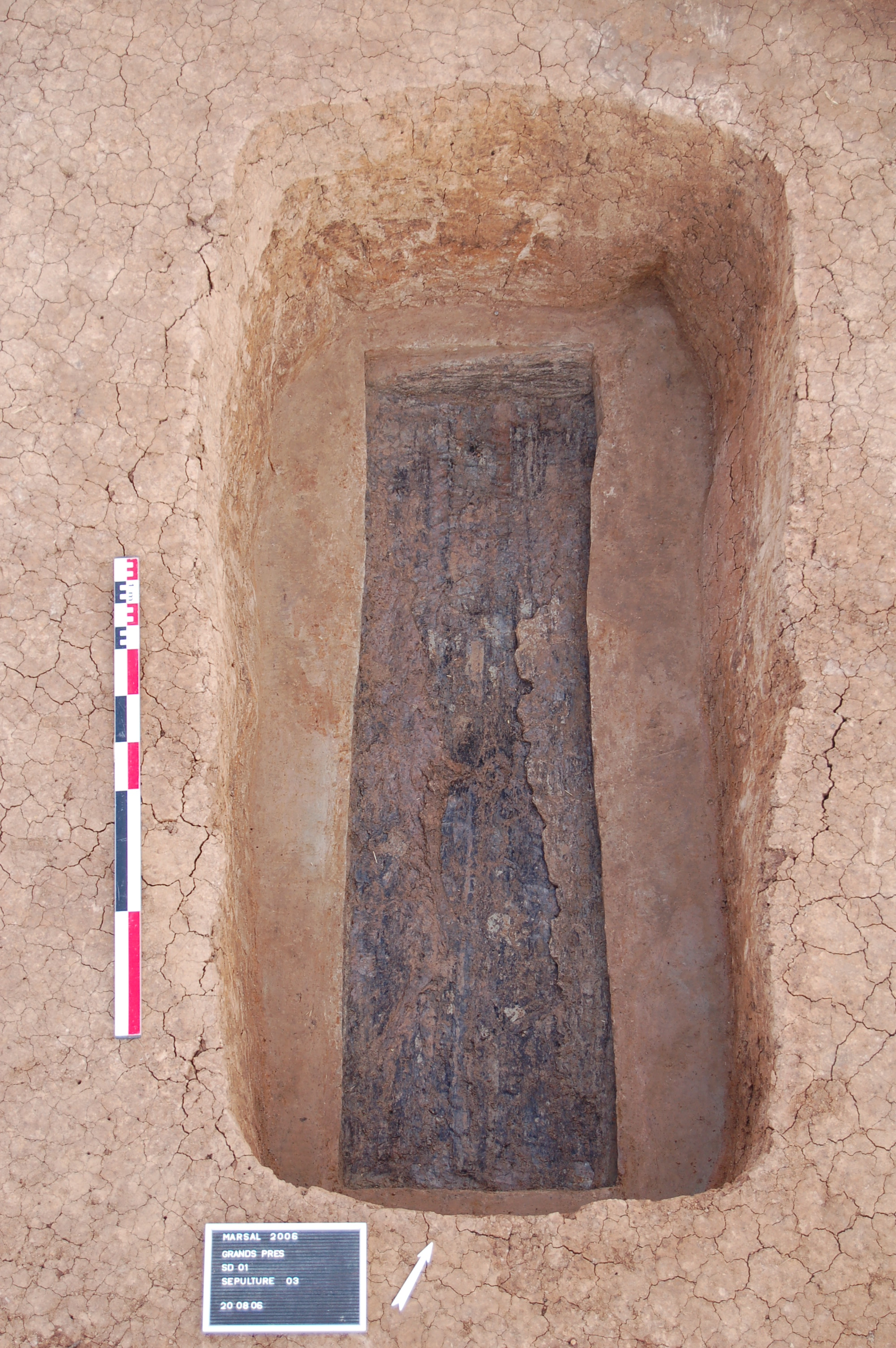
Inhumation celtique de Marsal "Grands Prés" (Moselle)

Un vaste secteur funéraire, occupé tout au long des âges du Fer, a été repéré au voisinage du complexe d'ateliers de sauniers celtiques et gaulois de Marsal. Entre la fin du VIe s. et le début du Ve s. av. J.-C., celui-ci accueille des sépultures de haut rang social (dont une à parures en or). Des découvertes anciennes signalent par ailleurs la présence de groupes funéraires de statut privilégié datant principalement du IVe s. av. J.-C., en particulier aux environs de Marsal et de Moyenvic.

## La technique de production du sel

### À la phase ancienne du briquetage de la Seille
La saumure concentrée est mise à chauffer dans de grands récipients cylindriques bas, à paroi cintrée et à bords crantés d'impressions digitales. Ces bassines, d'une contenance individuelle d'une trentaine de litres sont placées dans des fourneaux à chambre de chauffe à muret(s) interne(s). Elles servent probablement durant toute la période de service des fourneaux, qui pouvait sans doute se prolonger durant plusieurs jours ou plusieurs semaines, à l'instar des poêles à sel des périodes historiques.
Au cours du VIe s. avant J.-C., apparaissent de petits récipients bas de forme ovalaire, à pâte poreuse, chargée en débris végétaux (barquettes). Ces conteneurs moulés sur des gabarits sont interprétés comme des moules à sel et devaient être à usage unique, contrairement aux bassines, puisqu'il fallait les briser pour libérer le pain de sel. Les fourneaux qui leur sont associés sont mal connus: ils sont équipés d'une grille de support de chargement constituée de barres en terre cuite légèrement cintrée, dont la surface externe est couverte d'impressions végétales. Ces barres amovibles sont assemblées les unes aux autres aux moyen d'éléments de liaison, en argile fraîche modelée à la main.

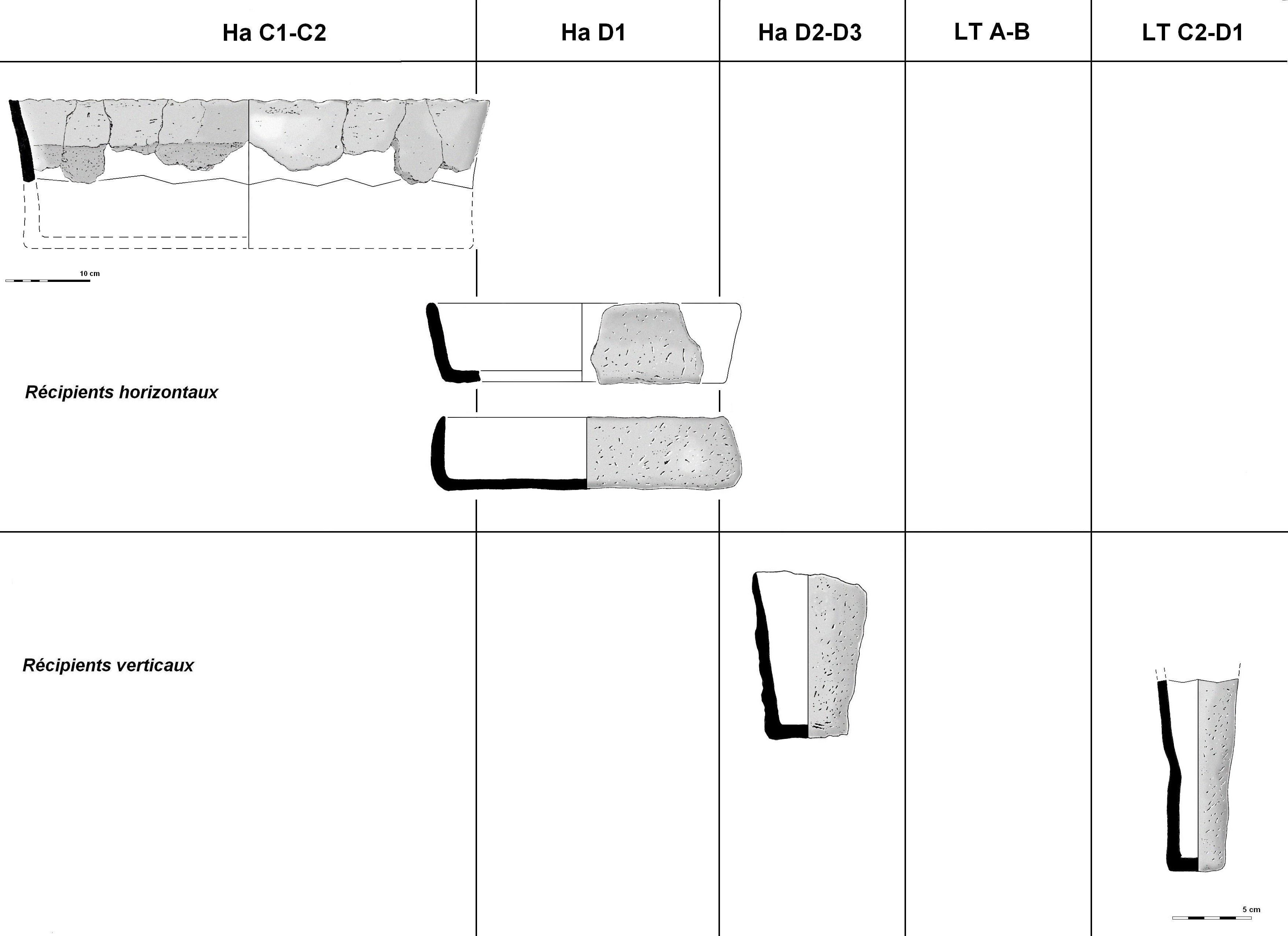
Typo-chronologie des récipients à saumure et des moules à sel du Briquetage de la Seille

La fin du VIe s. avant J.-C. voit la disparition des formes basses et la généralisation d'un type de récipient vertical, de forme tronconique, élaboré également sur un gabarit à partir de pâtes très poreuses chargés en débris végétaux. Ces godets sont également interprétés comme des moules à sel à usage unique. Là encore, les fourneaux à grilles de barres horizontales qui leur sont associés demeurent encore mal connus.

### À la phase récente du briquetage de la Seille
La période des IVe-IIIe s. avant J.-C. est marquée par un hiatus dans la documentation ; seules les accumulations datées des IIe-Ier s. avant J.-C. étant actuellement connues. Elles sont caractérisées par un modèle unique de récipient à pâte poreuse, semble-t-il évolué des formes verticales apparues avec les godets de la fin du VIe s. avant J.-C. Ces flûtes, de forme élancée, sont semble-t-il également à usage unique et paraissent liées à la production de pains de sel de forme tronconique. Les fourneaux à grilles de barres qui leur sont associés ne sont pas connus; on observe néanmoins une miniaturisation de la taille des barres, de section circulaire, qui doit correspondre à une réduction équivalente de la taille des fourneaux.

## L'impact environnemental et social du briquetage de la Seille

### L'origine anthropique des marais de la Seille
Les recherches géo-archéologiques menées dans la cadre du projet Briquetage de la Seille des années 2000-2010 ont mis en évidence que le milieu fortement marécageux de la vallée supérieure de la Seille était une création historique, dont l'origine peut être située dans le courant du Second âge du Fer, vers la fin de la période gauloise. En rejetant leurs déchets de production directement dans les chenaux de la Seille, les sauniers de l'âge du Fer ont contribué en effet au colmatage et à l'envasement de ces bras de la rivière ancienne. Ce phénomène a probablement été accentué par le déboisement des bassins versants pour la production de combustible, provoquant une érosion accrue alimentant le remplissage de la vallée. En moins d'un millénaire, le comblement de la vallée a atteint une épaisseur d'environ deux mètres, provoquant l'apparition d'un pic marécageux entre la fin du Moyen Âge et les débuts de l'époque moderne.

### L'organisation sociale des communautés de sauniers de l'âge du Fer

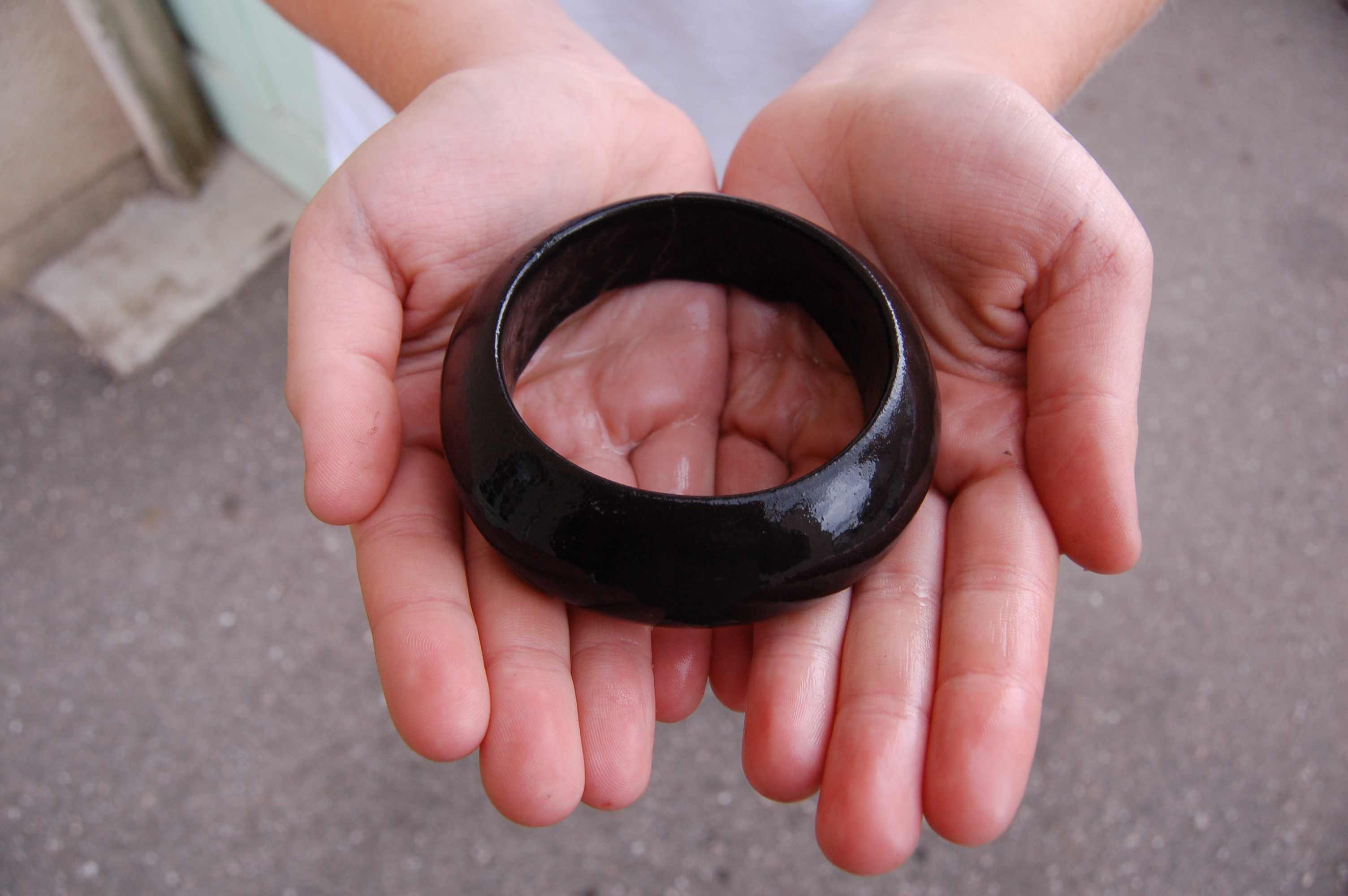
Bracelet en roche noire de Marsal "La Digue" (Moselle)

Les fouilles menées à l'atelier de sauniers celtiques de "la Digue" à Marsal ont permis d'établir que les travaux de traitement préalable de la saumure étaient vraisemblablement réalisés essentiellement par des femmes, qui y ont perdu régulièrement de nombreux éléments de parure (tels en particulier des anneaux tournés en roche noire, ou plus exceptionnellement des perles de colliers en ambre).Ces types d'objets, qui sont associés à des tombes de statut social dominant dans les nécropoles régionales de la même période, signalent une population de rang social privilégié, qui exploite les ateliers de sauniers au VIe s. av. J.-C.

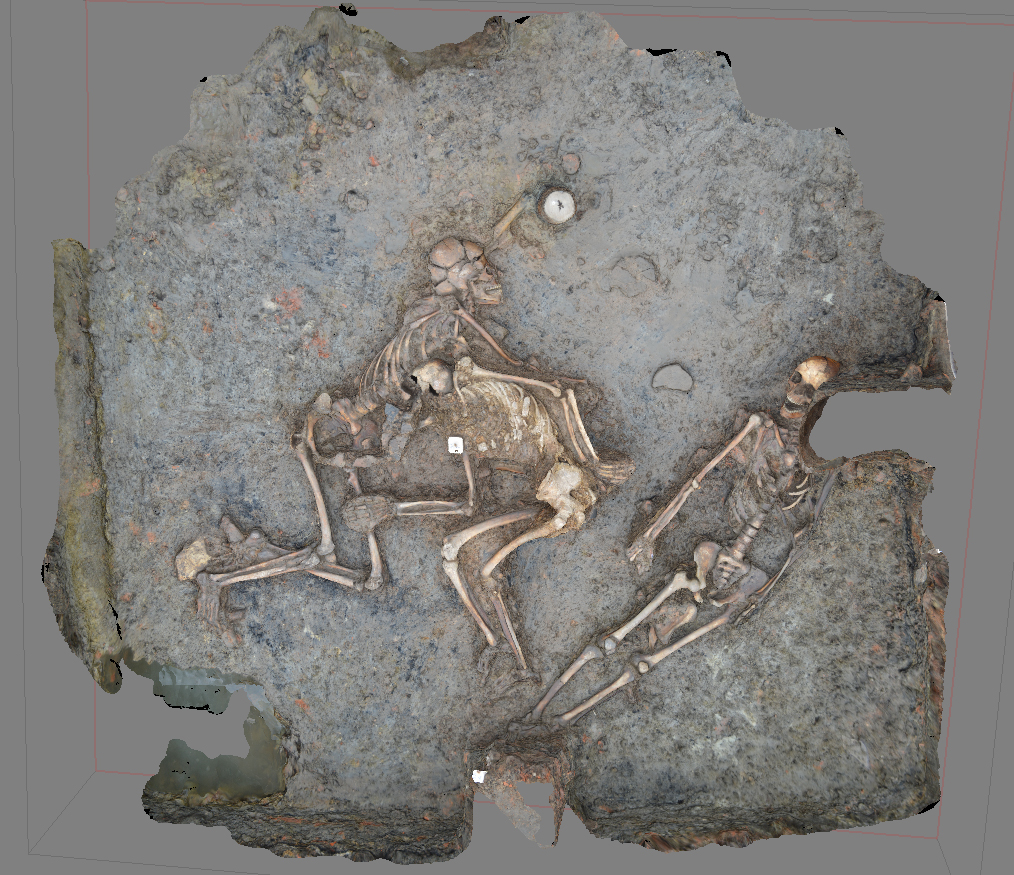
Squelettes humains du silo de Marsal "La Digue" (Moselle)

Pour la période gauloise, la fouille du site de "la Digue" a montré qu'il existait sans doute également une main-d'œuvre dépendante, de statut social défavorisé. Un silo à grains abandonné a livré notamment les corps de sept adultes et d'un enfant de 4 à 6 ans, qui ont été datés par le radiocarbone du milieu du IVe s. av. J.-C. Le dosage du strontium indique que ces gens étaient d'origine locale; tandis que l'analyse de l'ADN montre qu'ils n'entretenaient pas de liens de parenté les uns avec les autres. La paléo-pathologie révèle des traumatismes répétés, se signalant par des fractures aux mains pour les hommes et aux côtes pour les femmes. La plupart d'entre eux souffraient de déformations pathologiques de la plante des pieds, qui sont spécialement liées au port de lourdes charges. La présence parmi eux d'un petit enfant (dont l'ADN n'a malheureusement pu être étudié) suggère que ce statut social était sans doute héréditaire.

### L'impact à long terme du briquetage de la Seille
Le rejet des déchets de production des ateliers de sauniers de l'âge du Fer contribue à un comblement accéléré de la haute vallée de la Seille, dont la plaine alluviale perd pratiquement toute pente. L'écoulement ralenti de la Seille favorise le développement d'un environnement marécageux, qui atteint son optimum aux XVIIe et XVIIIe siècles. Les marais sont alors exploités comme un élément défensif, isolant les villes fortifiées de Marsal et Moyenvic de la terre ferme.
Les marais de la Seille altèrent la santé des hommes et des animaux, répandant "fièvre des marais" et épizooties. Au XIXe siècle, Étienne Ancelon (1806-1867), médecin à Dieuze, observe la présence fréquente de goitres et de crétinisme parmi les populations de la vallée. Ces affections ne disparaîtront qu'avec le drainage et la canalisation des chenaux de la Seille, achevés à la fin du XIXe siècle.